# Reprezentacja Republiki Zielonego Przylądka w koszykówce mężczyzn
Reprezentacja Republiki Zielonego Przylądka w koszykówce mężczyzn – drużyna, która reprezentuje Republikę Zielonego Przylądka w koszykówce mężczyzn. Za jej funkcjonowanie odpowiedzialna jest krajowa federacja koszykówki (Federaçao Caboverdiana de Basquetbol). Sześciokrotnie brała udział w mistrzostwach Afryki, raz zdobywając medal – brąz w 2007.

## Udział w imprezach międzynarodowych
- Mistrzostwa Afryki
  - 1997 – 7. miejsce
  - 1999 – 9. miejsce
  - 2007 – 3. miejsce
  - 2009 – 13. miejsce
  - 2013 – 6. miejsce
  - 2015 – 10. miejsce